# Eurysternus navajasi
Eurysternus navajasi là một loài bọ cánh cứng trong họ Bọ hung (Scarabaeidae).